# Михаил Симонов
Михаил Петрович Симонов е руски съветски авиоконструктор, главен конструктор на ОКБ Сухой от 1983 г.
Участва в създаването на бомбардировача Су-24, щурмовика Су-25, ръководи построяването на спортните самолети марка „Су“, но най-вече е известен като главен конструктор на изтребителя Су-27 и неговите модификации.
Герой на Руската федерация (1999), има награда „Ленин“ (1974) и няколко ордена „Червено знаме на труда“. Доктор на техническите науки, професор в Московския авиационен институт, член на Международната и Руската инженерни академии, Руската академия по авиация и въздухоплаване.